# Двадесет прва влада Николе Пашића
Двадесет прва влада Николе Пашића је била влада Краљевине Срба, Хрвата и Словенаца која је владала од 29. априла 1925. до 18. јула 1925. године.

## Чланови владе
| Функција                                                         | Слика | Име и презиме         | Детаљи       |
| ---------------------------------------------------------------- | ----- | --------------------- | ------------ |
| Председник Министарског савета                                   |       | Никола П. Пашић       |              |
| Министар иностраних дела                                         |       | Момчило А. Нинчић     |              |
| Министар војске и морнарице                                      |       | Душан Трифуновић      |              |
| Министар унутрашњих дела                                         |       | Божидар Ж. Максимовић |              |
| Министар правде                                                  |       | Едо Лукинић           | до 7.7.1925. |
| Министар правде                                                  |       | Грегор Жерјав         | заступник    |
| Министар просвете                                                |       | Светозар Прибићевић   |              |
| Министар финансија                                               |       | Милан Стојадиновић    |              |
| Министар грађевина                                               |       | Никола Т. Узуновић    |              |
| Министар трговине и индустрије                                   |       | Првислав Грисогоно    |              |
| Министар пољопривреде и вода                                     |       | Крста Љ. Милетић      |              |
| Министар пошта и телеграфа                                       |       | Велимир Вукићевић     |              |
| Министар шума и рудника                                          |       | Грегор Жерјав         |              |
| Министар социјалне политике                                      |       | Марко С. Ђуричић      |              |
| Министар народног здравља                                        |       | Славко С. Милетић     |              |
| Министар вера                                                    |       | Милош Трифуновић      |              |
| Министар припреме за Уставотворну скупштину и изједначење закона |       | Милан Сршкић          |              |
| Министар аграрне реформе                                         |       | Милан Симоновић       |              |
| Министар саобраћаја                                              |       | Анта Радојевић        |              |